# Leonie Bartholomeus
Leonie Bartholomeus (23 febbraio 2003) è una sciatrice alpina tedesca.

## Biografia
Slalomista pura attiva dal dicembre del 2019, Leonie Bartholomeus ha esordito in Coppa Europa il 19 dicembre 2024 in Valle Aurina, senza completare la prova; non ha debuttato in Coppa del Mondo e non ha preso parte a rassegne olimpiche o iridate.

## Palmarès

### Campionati tedeschi
- 1 medaglia:
  - 1 argento (slalom speciale nel 2024)